# Espot Esquí
Espot Esquí es una estación de esquí situada en el municipio de Espot, en el Pirineo Catalán (provincia de Lérida, España).

## Descripción
Situada en un rincón del pirineo catalán, esta estación de esquí es una de las más bellas y con gran valor ecológico, se sitúa dentro del parque nacional de Aigüestortes i Estany de Sant Maurici, en la comarca de Pallars Sobirá.
Las pistas finalizan todas sobre el centro neurálgico de la estación, siendo complicado perderse entre distintos valles como sucede en otras estaciones grandes.

## Servicios
Cuenta con los servicios habituales en este tipo de instalaciones, desde restarurantes, cafeterías, escuela de esquí, alquiler de material, etc.
Así mismo, dispone de una zona para los más pequeños, con un telebaby y diferentes elementos para que estos jóvenes aprendan este deporte y en constante cuidado de personal especializado
En verano, se pueden realizar otros muchos deportes como ráfting, parapente, hípica, descenso de cañones, senderismo o piraguas.